# Себастиан Роде
Себастиан Роде (на немски: Sebastian Rode; роден на 11 октомври 1990 в Зеехайм-Югенхайм) е бивш германски футболист, играещ като полузащитник.

## Клубна кариера

### Ранна кариера
Роде преминава през школите на няколко отбора преди да се премести през 2005 година при юношите на третодизионния Кикерс Офенбах.
Дебюта си в Трета лига прави на 7 март 2009 година срещу отбора на Айнтрахт Брауншвайг.

### Айнтрахт Франкфурт
На 3 юни 2010 година преминава в отбора от Първа Бундеслига Айнтрахт Франкфурт.
Дебюта си за отбора прави в тунира Лига Европа срещу азербайджанския Карабах на 22 август 2013 година.

### Байерн Мюнхен
На 14 април 2014 година Роде преминава със свободен в друг елитен отбор – Байерн Мюнхен, подписвайки предварителен договор, който влиз в сила от 1 юли 2014 година.
Дебюта си за отбора прави в мача за Суперкупата на Германия срещу Борусия Дортмунд, но отбора му губи сблъсъка за трофея. Първия си гол за клуба отбелязва на 22 ноември 2014 година при разгромната домакинска победа с 4-0 над отбора на Хофенхайм. На 10 декември 2014 година вкарва гол с глава при победата с 3-0 над руския ЦСКА Москва в мач от турнира Шампионска лига.

### Борусия Дортмунд
На 6 юни 2016 година Роде преминава в друг германски гранд – Борусия Дортмунд, подписвайки договор за четири сезона.

## Национален отбор
Роде представя Германия в четири различни възрастови групи, записвайки общо 12 мача.

## Успехи

### Клубни
- Първа Бундеслига (2): 2014/15, 2015/16
- Купа на Германия: 2015/16